# Bernard Stern
Bernard Stern (26. ledna 1848 Bučač – 6. února 1920 Varšava) byl rakouský podnikatel a politik polské národnosti z Haliče, na počátku 20. století poslanec Říšské rady, v poválečném období poslanec polského Sejmu.

## Biografie
Pocházel z židovské rodiny. Patřil mezi stoupence asimilačního proudu, který prosazoval národní a kulturní polonizaci židů. Vystudoval gymnázium. Od roku 1876 byl starostou rodného Bučače. Vlastnil pivovar. V době svého působení v parlamentu se uvádí jako majitel pivovaru v Bučači. Byl místopředsedou školní rady v Bučači.
Působil také coby poslanec Říšské rady (celostátního parlamentu Předlitavska), kam usedl ve volbách do Říšské rady roku 1911, konaných podle všeobecného a rovného volebního práva. Byl zvolen za obvod Halič 32. V roce 1917 se uvádí jako polský konzervativec. Po volbách roku 1911 byl na Říšské radě členem poslaneckého Polského klubu.
V létě roku 1915 tisk uveřejnil zprávu o tom, že poslanec Stern zemřel. On sám to ale v září 1915 dementoval a uvedl, že se vrátil do Bučače, který byl zpětně dobyt rakousko-uherskými vojsky. Veřejně a politicky činným zůstal i v meziválečném období. Od roku 1919 až do své smrti 1920 byl poslancem polského ústavodárného Sejmu. Zastupoval poslanecký Klub Pracy Konstytucyjnej.